# Isfiske

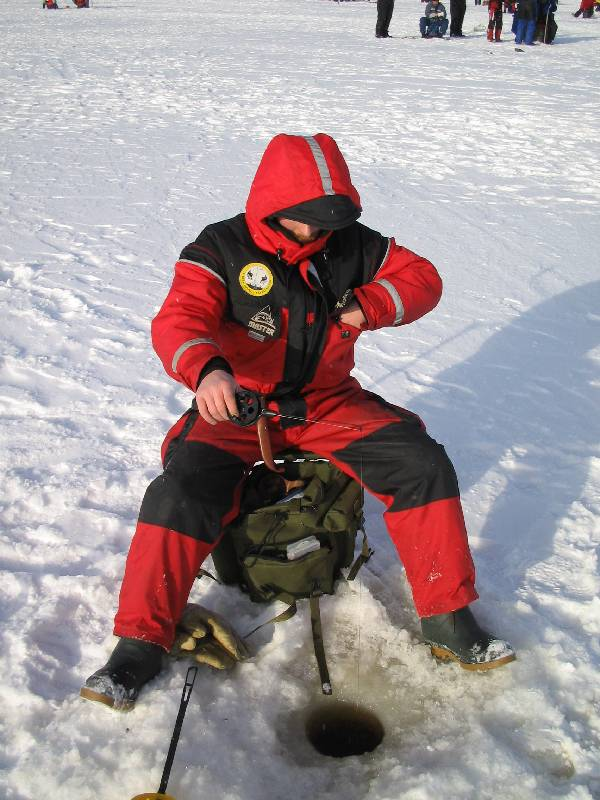
Pimpelfiskare iklädd overall mot vinterkylan.

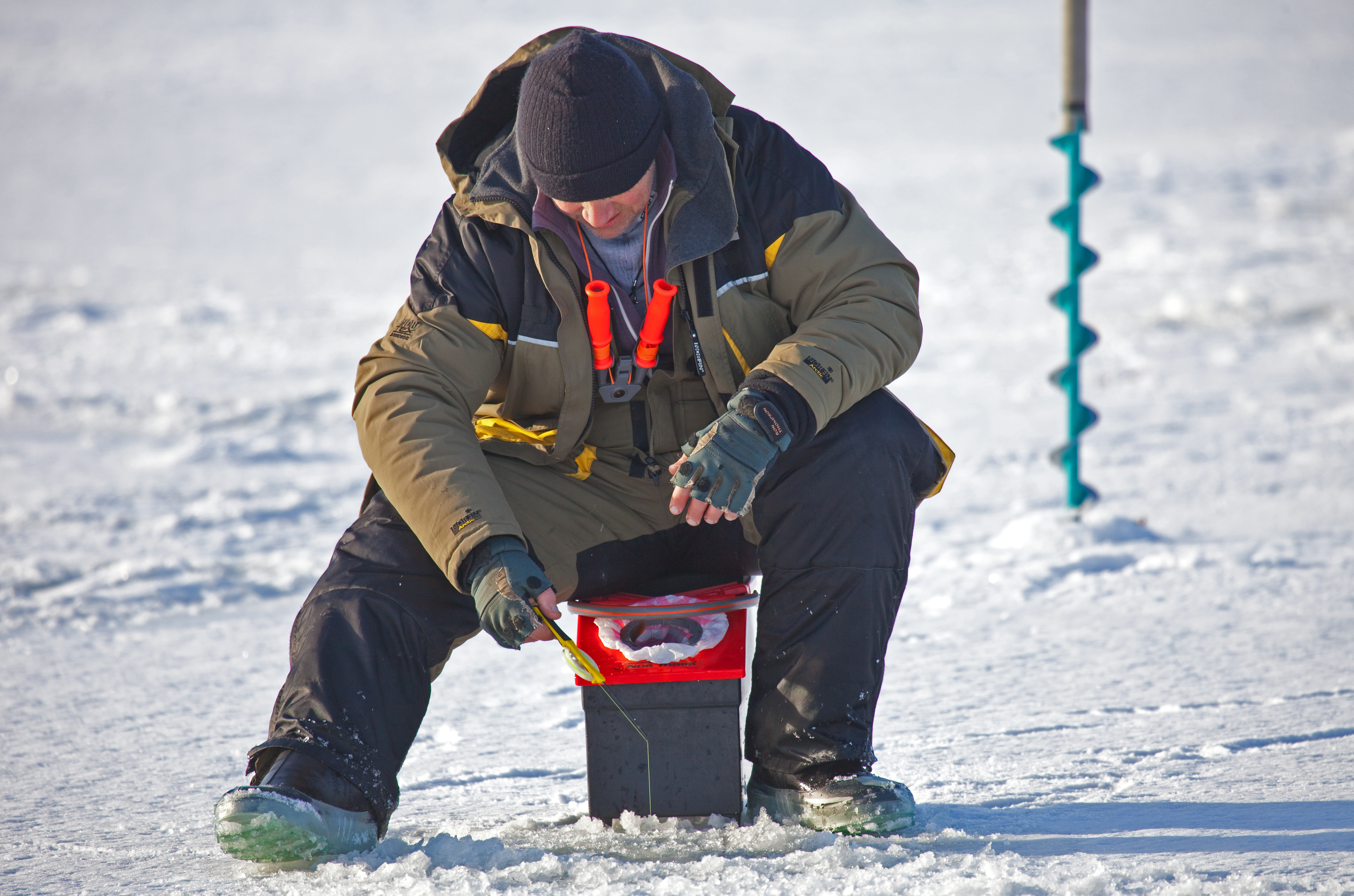
Isfiske i Vaxholm, Stockholm 2011

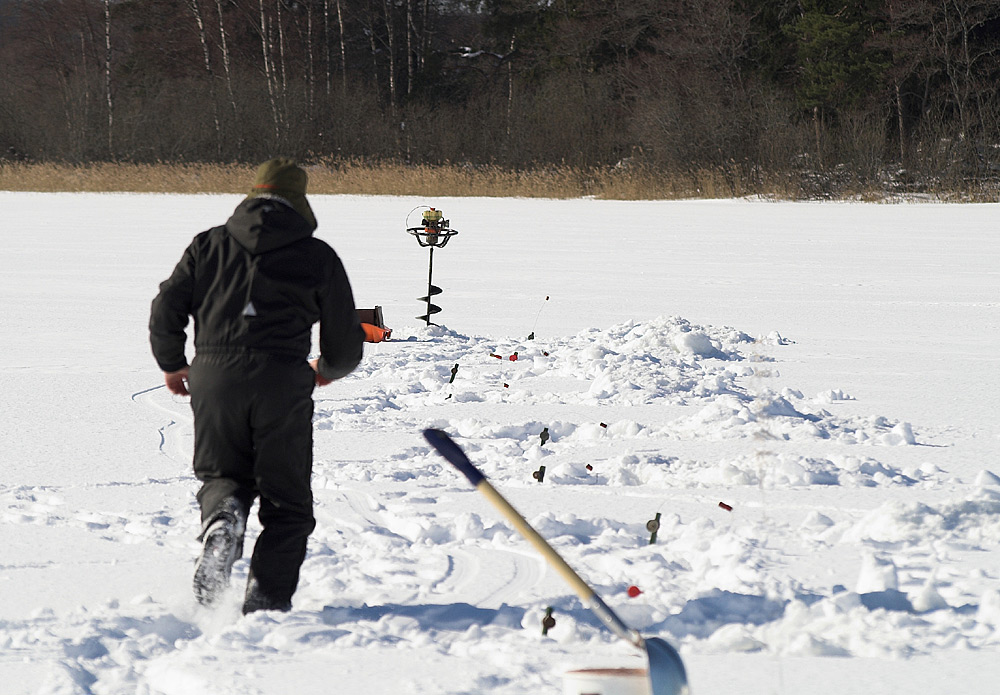
Angling Notera det flaggande angeldonet längst bort i bild som indikerar att en fisk har nappat

Isfiske, ibland kallat vinterfiske innebär att man antingen borrar eller hugger upp hål i isen. Detta avser oftast den typ av fiske som bedrivs när isen ligger så att man kan vandra på den. Därefter används antingen ett enkelt pimpelspö eller ett kort sportfiskespö. Som bete brukar små enkla drag användas, vertikalpilk, horisontell pilk eller en liten fluga, men naturligt agn används också. Det är viktigt att betet är litet, för fiskens aptit är mindre på vintern. För utövande av isfiske kan det krävas tillstånd, och krav om kännedom kring vilka metoder som får användas. Det vanligaste bytet vid isfiske är abborre. Betet fiskas vid bottnen. Påträffas abborre får man ofta flera i samma hål. Även gädda är vanligt, i synnerhet under senvintern då den äter upp sig inför den tidiga vårens lek. Den fiskas antingen med spö och levande agn eller genom angelfiske.

## Tillvägagångssätt
Isfiske kan till exempel bedrivas med klubba, sax, fisknät, långrev, angeldon, pimpelspö, och pilk.
1. Klubbning är en metod som knappast används längre, den bestod i att under lämpliga förutsättningar vid glansis när man tydligt ser fisken under isen, med en klubbslag mot isen bedöva fisken, varvid den flyter till ytan, och kan bärgas. Detta användes framförallt under medeltiden vid isfiske på Lake.
2. Sax är en mycket effektiv variant av fiske vilken används vid fiske på gädda, med s.k. gäddsaxar. Fiske med gäddsax kan vara förbjudet på vissa platser i Sverige, kontrollera med berörd fiskerättsägare eller fiskevattensområdesförening vad det är för regler som gäller just där du skall fiska. Är en variant av husbehovsfiske där det är tänkt att man äter eller säljer den fisk man får.
3. Nät används som under isfri årstid, och skjuts från ett hål i isen, medelst en eller flera vid nätet fästade plankor eller brädor, till nästa borrade eller uppsågade hål. Det är inte nödvändigt att såga upp området mellan hålen, men kan förstås göras. I allmänhet består fångsten mest av vitfisk.
4. Långrev används som vid nätläggning under isen.
5. Vid pimpelfiske används ett vid fiskereven fästat bete, vilken gör att man genom ett i isen borrat hål, rytmiskt kan dra upp reven mot ytan, och låta den sjunka igen, varvid förbisimmande fiskar fastnar på krokar på reven eller hugger på betet. Den idag kanske mest omtyckta fiskemetoden för hobbyfiskare, som kräver minst arbete, och väl lämpar sig för en solig helgdag. När man pimplar används ofta inget agn utan istället har man en pirk för att locka fiskarna och som tyngd samt en liten tre-krok. Se pimpling.
6. Vid angelfiske görs först ett hål i isen, sedan fästes angeldonet ofta i ishögen från att hålet gjorts. Man släpper sedan ner en större krok med ett bete-ofta en liten fisk. Man gör en ögla på linan och fäster den på en vippa. På så sätt ser man om man får napp från långt håll; knallpuffar som gör att man hör när det nappar är också vanliga.